# Cultura del vaso campaniforme

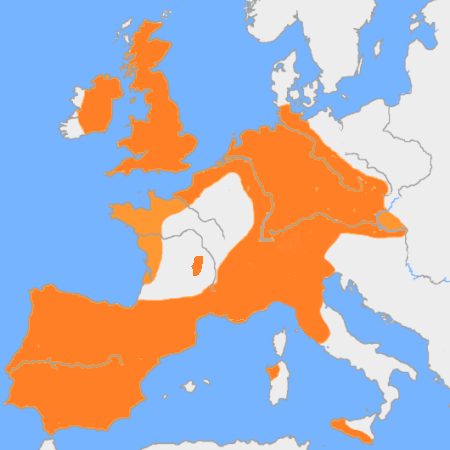
Diffusione della cultura del vaso campaniforme

La cultura del vaso campaniforme (in inglese Bell Beaker culture o Beaker culture) si riferisce a un periodo della tarda età del rame (2600-1900 a.C. circa), in cui si diffuse questo tipo di ceramica.

## Origine

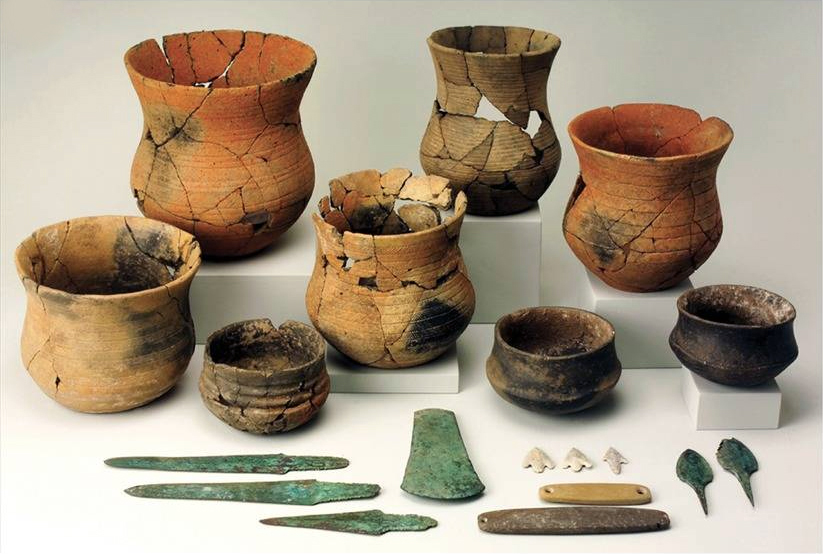
Oggetti tipici

Sono molte le teorie sull'origine di questa cultura. Una di queste vuole che la sua nascita sia avvenuta nella penisola iberica durante il calcolitico da dove si diffuse nel resto del continente, effettivamente recenti studi al radiocarbonio hanno dimostrato che i più antichi esempi di ceramiche campaniformi provengono dal territorio portoghese (2900 a.C.), dai siti di Zambujal e Vila Nova de São Pedro. Marija Gimbutas la identificava invece come un'antica cultura indoeuropea, più precisamente proto-celtica; in questo contesto, l'archeologa lituana la fa derivare da culture dell'Europa centro-orientale kurganizzate da incursioni di tribù indoeuropee delle steppe. Così la Gimbutas descrisse la diffusione del campaniforme nell'ottica dell'espansione Kurgan:
(Marija Gimbutas)
David W. Anthony, nel 2007, riprendendo la tesi della Gimbutas, ha indicato la pianura ungherese (fortemente "kurganizzata", attorno al 3100 a.C., dalla terza ondata kurgan, costituita da immigrati provenienti dalle steppe che importarono la cultura di Jamna) come territorio d'origine della cultura del vaso campaniforme da dove si sarebbe espansa verso ovest.
Edward Sangmeister negli anni sessanta teorizzò che la prima espansione del vaso campaniforme partì dal Portogallo e si diresse verso nord lungo la costa atlantica raggiungendo i Paesi Bassi e l'Europa centrale; in seguito, dopo essersi "fusa" con la cultura della ceramica cordata, avvenne un movimento di riflusso (Rückstrom) verso ovest di questa cultura a partire dalla Germania.
Negli anni settanta Lanting e Van der Waals hanno proposto invece una cronologia per lo sviluppo della cultura del vaso campaniforme direttamente dalle prime forme della cultura dell'ascia da battaglia e dalla cultura del bicchiere imbutiforme, presenti precedentemente nell'area olandese (il cosiddetto Dutch Model).

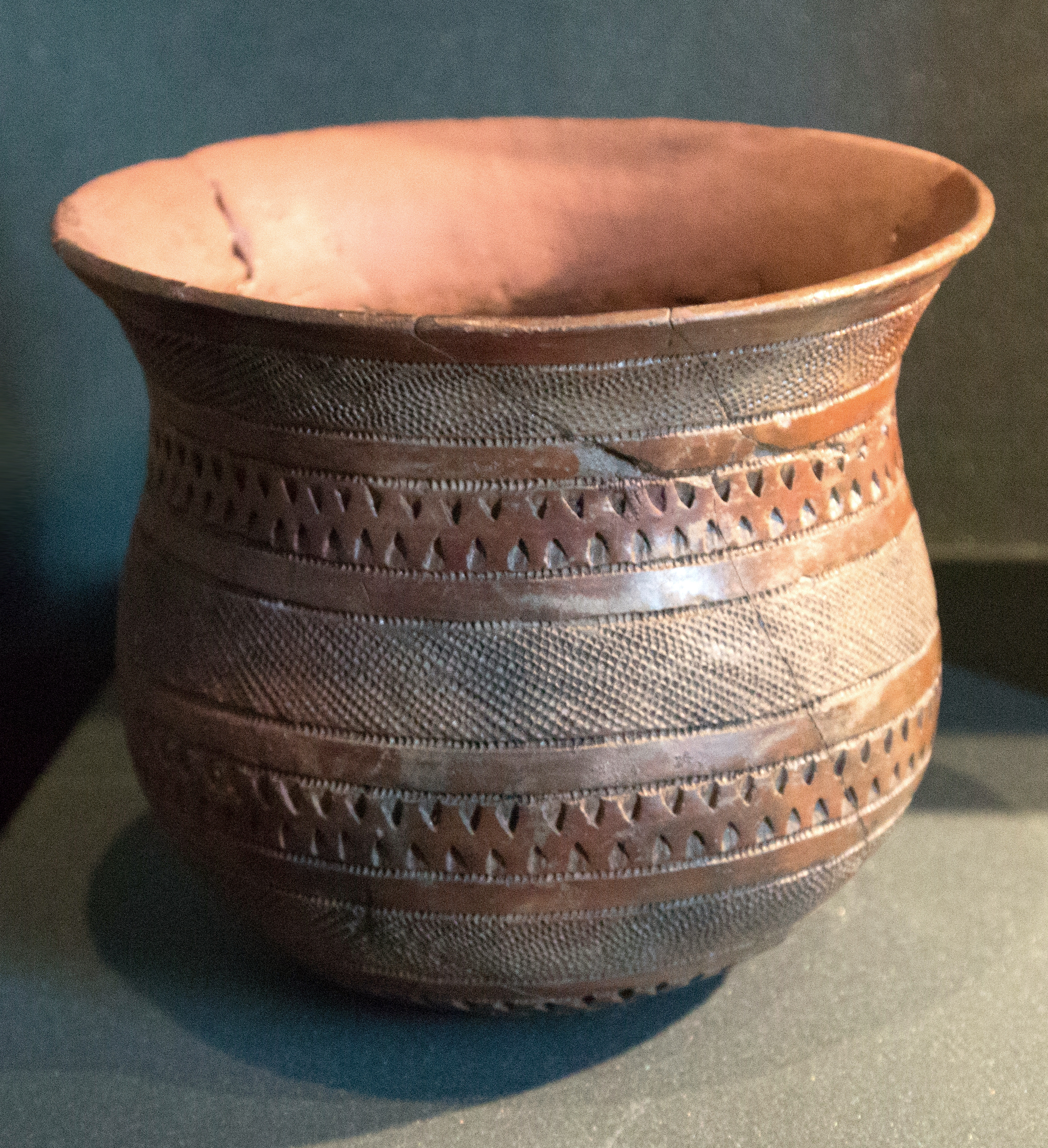
Vaso campaniforme dalla Repubblica Ceca

Data l'inusuale forma del vasellame e la comparsa ex abrupto delle attestazioni archeologiche, la spiegazione tradizionale per l'apparizione della cultura del vaso campaniforme è stata quella della diffusione di un gruppo di persone attraverso l'Europa. Agli inizi del XX secolo, queste terrecotte furono viste come elemento di un popolo che, attraverso continue invasioni, portò con sé la lavorazione dei metalli e nuovi usi funerari, dominando la precedente popolazione europea del primo Neolitico.
Attualmente si pensa che la diffusione di questo fenomeno culturale in una regione così vasta dell'Europa sia attribuibile a diversi fattori (flussi migratori, scambi commerciali).

## Stile

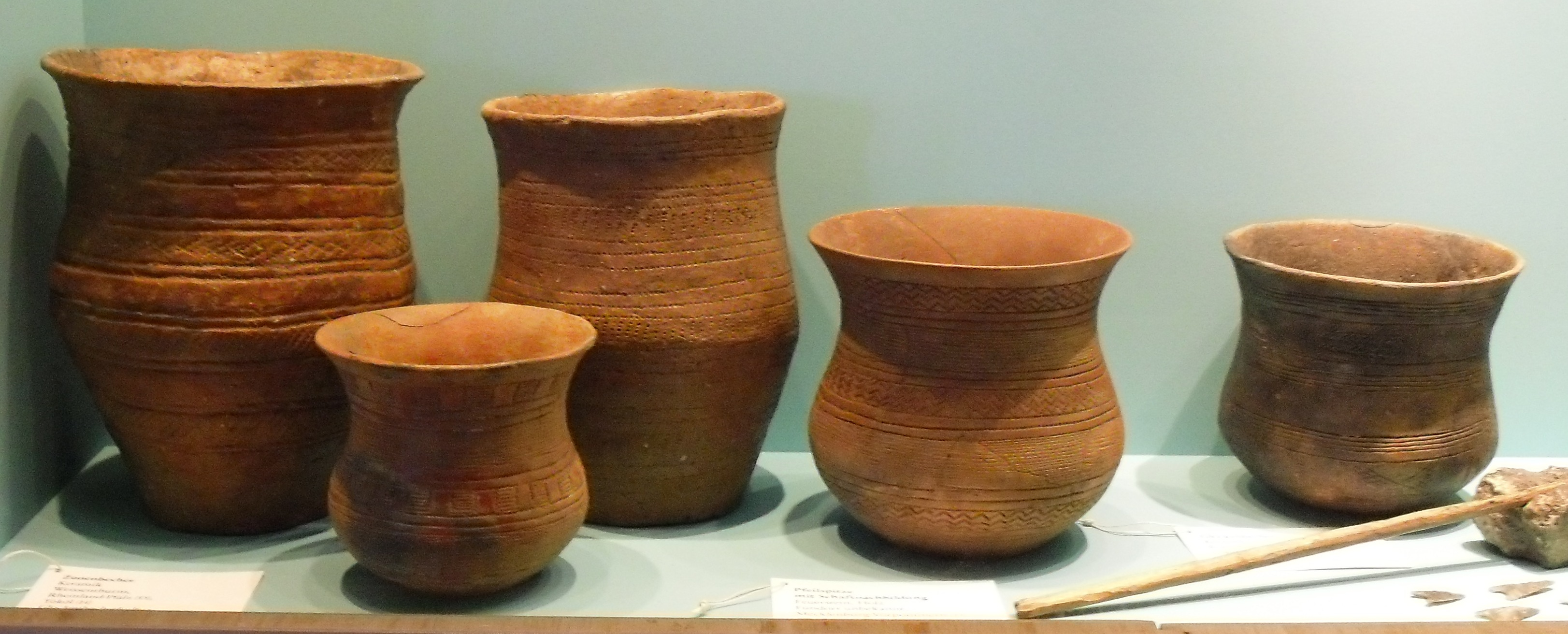
Vasi campaniformi dalla Turingia

Il vaso campaniforme si diffonde in Europa tra l'età del rame e l'antica Età del Bronzo (fine III - inizio II millennio a.C.). L'espressione fu coniata da John Abercromby per definire un tipo di oggetti in terracotta, la cui forma ricordava quella di una campana rovesciata.
La decorazione dei vasi presenta numerose varianti, anche se è caratterizzata da fini decorazioni ottenute con tecniche diverse: cordicella, pettine, conchiglia.

## Diffusione

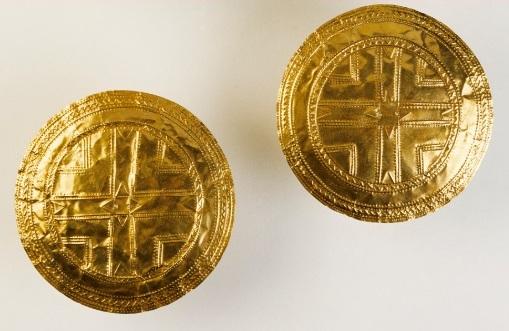
Dischi in oro dall'Irlanda

Questa cultura è attestata nelle odierne Portogallo, Spagna, Maghreb, Italia insulare e centro-settentrionale, Francia (escluso il Massiccio centrale), Gran Bretagna e Irlanda, Paesi Bassi, Germania tra l'Elba e il Reno, con un'estensione lungo l'alto corso del Danubio nel bacino di Vienna (Austria) e Ungheria (isola Czepel).

### Italia continentale

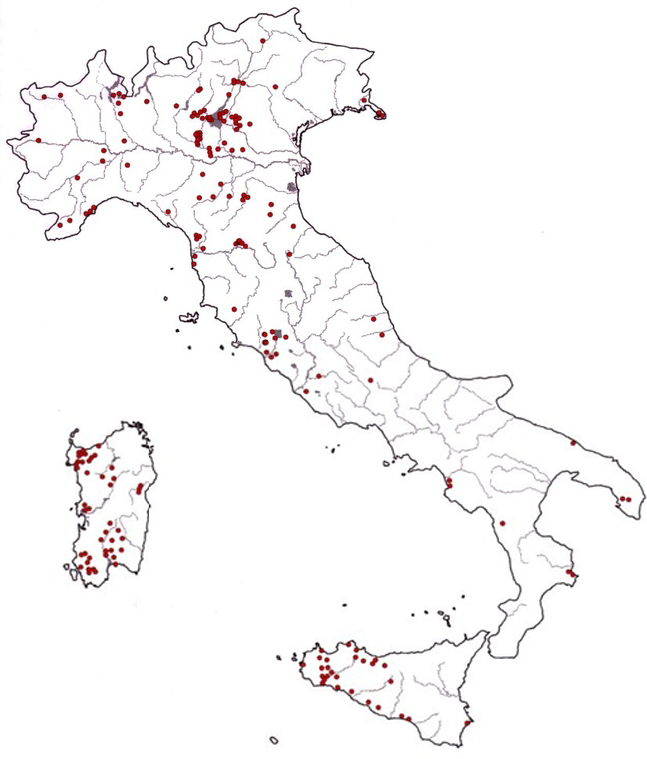
Siti italiani che hanno restituito testimonianze campaniformi

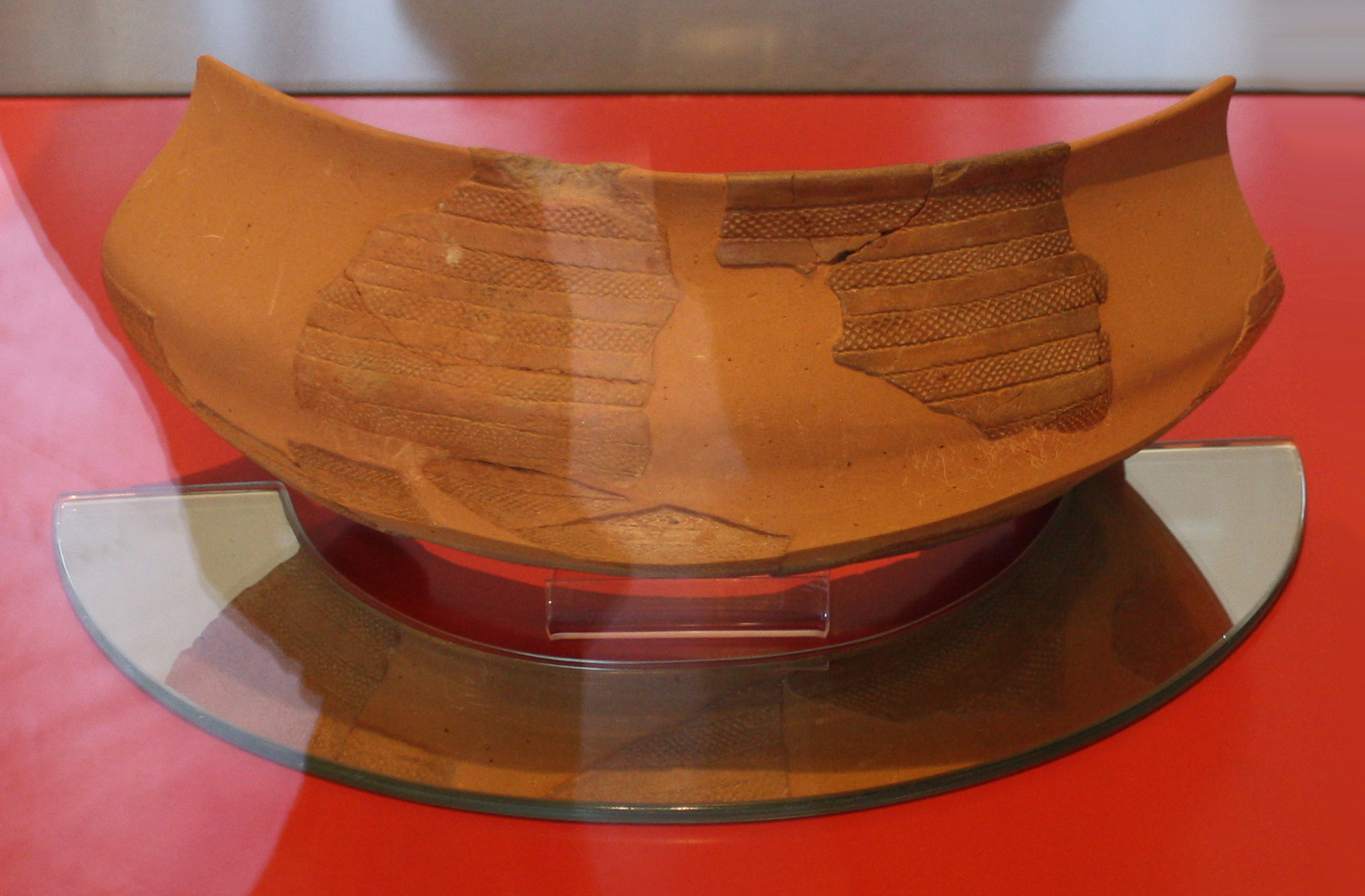
Ceramica campaniforme da Castellanza

Nella penisola le aree più interessate sono la pianura padana, in particolare la zona del lago di Garda, la Toscana e il Lazio. I vasi campaniformi appaiono in questi territori dell'Italia centro-settentrionale come "elementi estranei" inseritisi nelle preesistenti culture di Remedello e del Rinaldone. 
Per quanto riguarda l'aspetto funerario, numerosi sepolcri sono stati scoperti soprattutto nel bresciano, ad esempio, a Ca' di Marco e a Santa Cristina di Fiesse, mentre, nell'Italia centrale, bicchieri campaniformi sono stati rinvenuti nella tomba di Fosso Conicchio (Viterbo).

### Sardegna

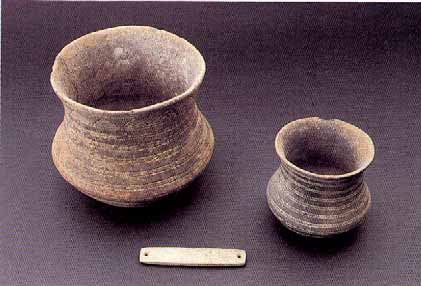
Vasi campaniformi e brassard dalla tomba di Marinaru (Sassari)

Verso la fine del III millennio a.C., anche la Sardegna venne investita dalla corrente culturale campaniforme. Fu una cultura di apporto esterno, le cui popolazioni vissero mischiate con popoli di altre culture. Fu presumibilmente composta da una società guerriera, a giudicare dai ritrovamenti nei sepolcri delle domus de janas  di armi ed equipaggiamenti bellici, come i braccioli di pietra levigata che i guerrieri indossavano per attutire il rinculo dell'arco, noti come brassard (guardapolsi in pietra), insieme a caratteristiche collane di conchiglie o denti di animale. Usavano inoltre pugnali di rame, bracciali e anelli. Per la prima volta in Sardegna appaiono manufatti in oro (Tomba di Bingia 'e Monti - Gonnostramatza). 
Anche in queste fasi, i protosardi continuano a utilizzare le necropoli a domus de janas per le loro sepolture, ma è documentata anche l'inumazione entro cista litica (Santa Vittoria-Nuraxinieddu).

### Sicilia
Il campaniforme venne introdotto in Sicilia probabilmente dalla Sardegna e si diffuse principalmente nella parte nord-occidentale e sud-occidentale dell'isola, a seguito di una migrazione di genti di provenienza nord-occidentale. Nell'area nord-occidentale e nel Palermitano mantenne pressoché integre le sue caratteristiche culturali e sociali, mentre nella parte sud-occidentale si integrò decisamente con le culture locali. 
In questa regione, il manufatto sembra essere contemporaneo a dolmen di dimensione ridotta, monumenti megalitici analoghi a costruzioni presenti in Europa Centrale, penisola iberica, alle Baleari e in Sardegna.  La concomitanza di più indizi ha portato qualche studioso a ipotizzare che vaso campaniforme e dolmen siciliani potrebbero essere il prodotto di uno stesso popolo. Anche la parte orientale dell'isola ha rivelato frammenti di almeno due di questi vasi, rinvenuti in un'area, il siracusano, che a oggi vanta il maggior numero di architetture dolmeniche in Sicilia, anche di grande dimensione come quello di Avola.

## Set campaniforme
Oltre al vaso a forma di campana, nei vari siti associati al campaniforme è spesso riscontrabile un tipico "set", o "pacchetto", composto da bracciali da arciere, punte di freccia in selce, bottoni in osso con perforazione a V, pugnali in rame e vari ornamenti di rame, argento e oro o collane di conchiglie o zanne di cinghiale.

## Migrazione vs. acculturazione
L'archeologo australiano Vere Gordon Childe ha descritto la gente del vaso come:
Altri archeologi, notando che la distribuzione delle coppe era più ampia nelle zone degli itinerari di trasporto, compresi i luoghi di guado, le valli fluviali e i passi montani, hanno suggerito che lo stile pan-europeo della coppa sia stato portato in origine da commercianti di bronzo, che poi si depositò presso le locali culture neolitiche o primo-calcolitiche, da cui emersero stili locali.

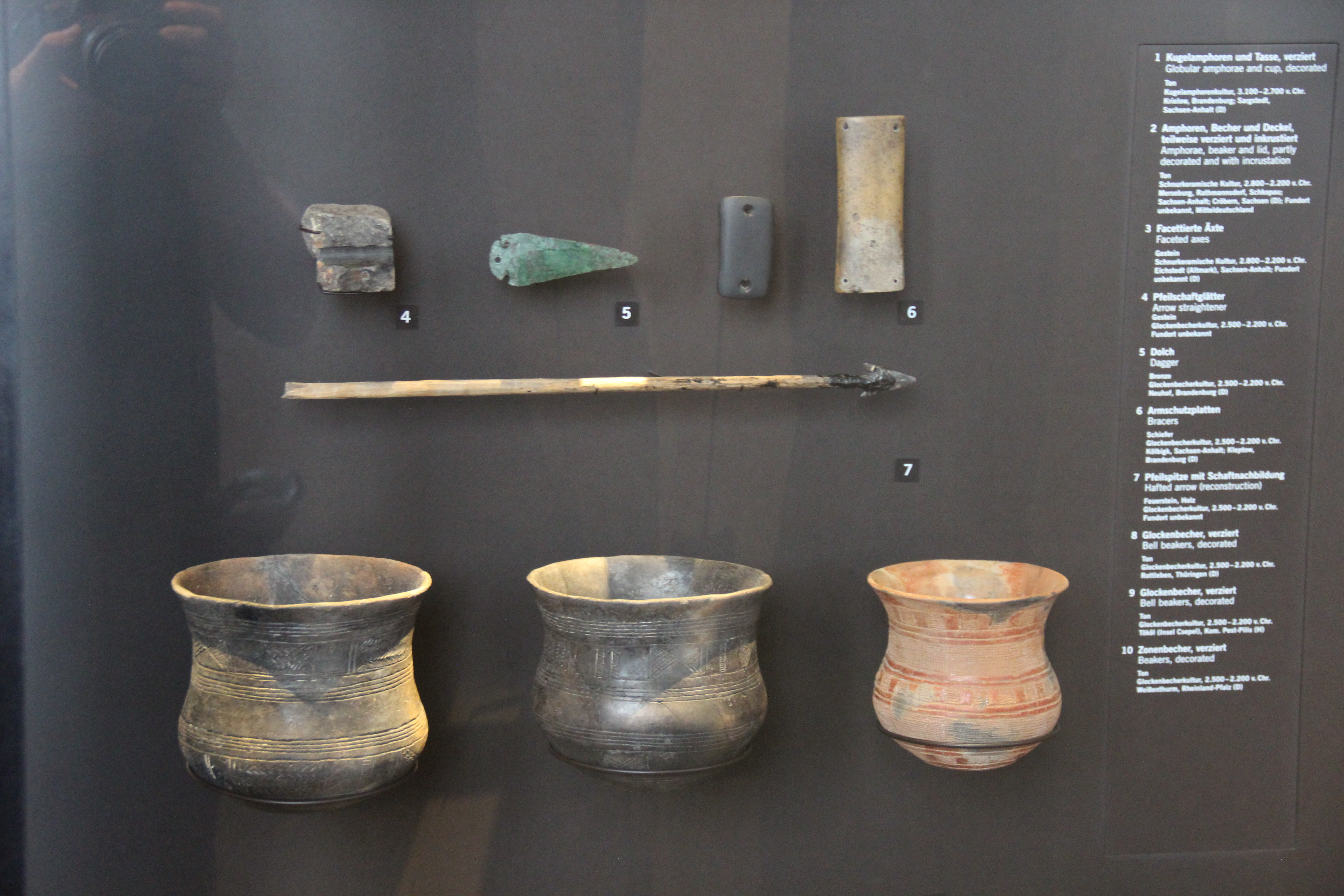
Oggetti di cultura campaniforme dalla Germania

Molti archeologi pensano che il popolo del vaso non sia mai esistito come gruppo e che la cultura del vaso campaniforme sia stata solo il frutto della diffusione in Europa di conoscenze manifatturiere non connesse con un popolo. Queste conoscenze potrebbero essere giunte attraverso l'influenza di popoli vicini, o come conseguenza di un movimento migratorio. Questa cultura potrebbe, ad esempio, essere correlata alla produzione e al consumo di birra (come sembrerebbero suggerire anche studi palinologici su pollini), o a legami commerciali marittimi con l'Europa atlantica.
La teoria che escludeva un'invasione fu proposta per la prima volta da Colin Burgess e Steve Shennan attorno alla metà degli anni settanta del XX secolo. Secondo questi furono i popoli indigeni europei che adottarono e adattarono in modi diversi nuove conoscenze, dando così vita alla cultura del vaso campaniforme.
Recenti analisi su 86 individui di questa cultura provenienti da sepolture bavaresi suggeriscono, tuttavia, che tra il 18 e il 25 per cento di queste sepolture erano occupate da individui provenienti da zone molto lontane da quest'area. Ciò attesterebbe l'esistenza di un notevole movimento migratorio dal nord-est al sud-ovest.

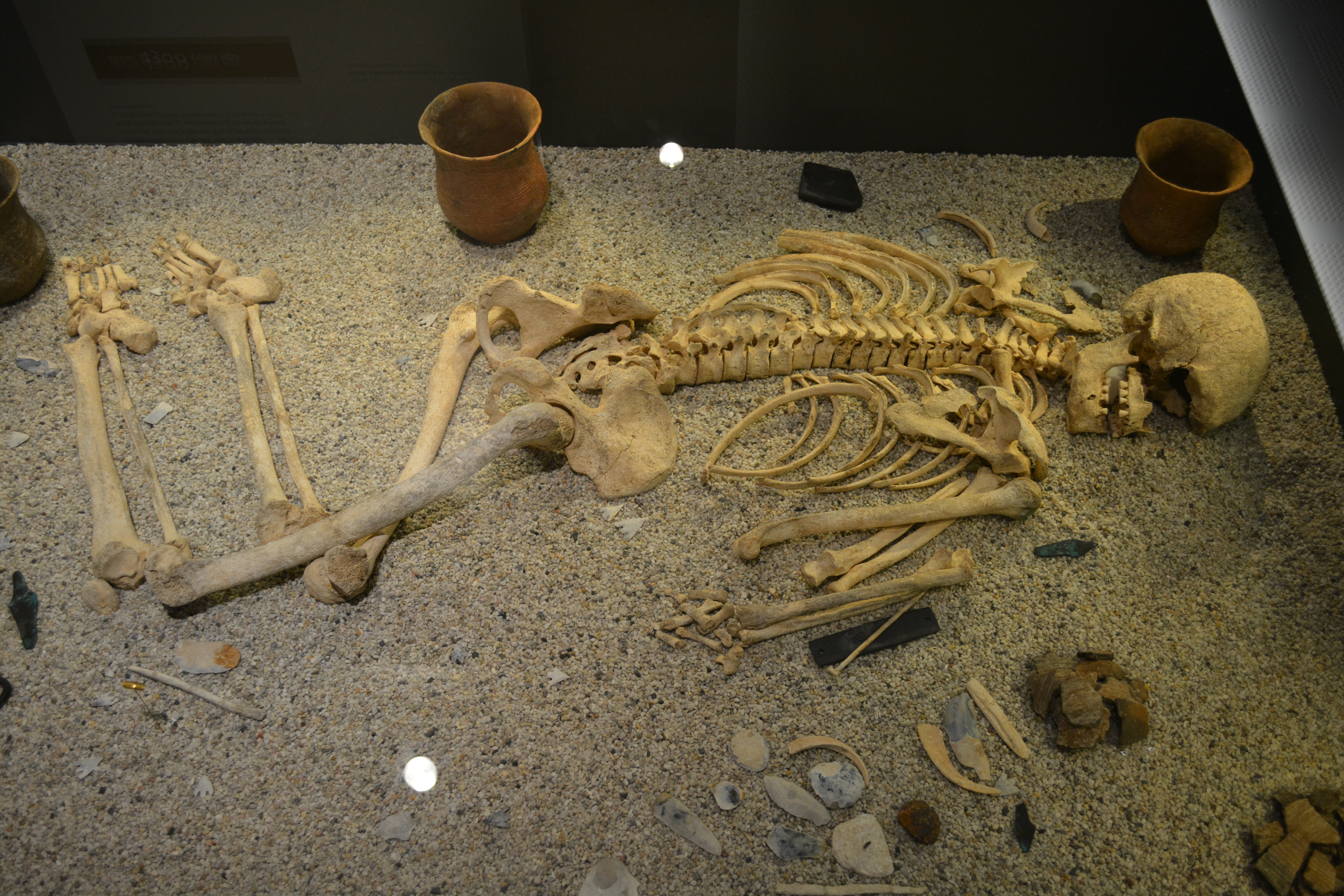
L'arciere di Amesbury

Un altro studio effettuato sull'arciere di Amesbury, il cosiddetto "Re di Stonehenge", per via della vicinanza del suo sepolcro al famoso sito inglese e per lo sfarzo del suo corredo funerario (comprendente vasi campaniformi di raffinata qualità, pugnali, punte di freccia e oggetti in oro), ha stabilito che il defunto proveniva da una regione fredda dell'Europa centrale. Il caso dell'arciere di Amesbury è utilizzato come esempio dai sostenitori della tesi migrazionista.

Le popolazioni del vaso campaniforme delle isole Britanniche e dell'Europa centrale discendevano per il 50% circa dai pastori delle steppe occidentali della cultura di Jamna (in nero)

Morten E. Allentoft et al. (2015) ha scoperto che
le genti della cultura del vaso campaniforme erano strettamente correlate geneticamente ai gruppi umani della cultura della ceramica cordata, della cultura di Unetice e a quelle dell'età del bronzo nordica.
Uno studio pubblicato su Nature nel febbraio 2018 ha confermato l'ipotesi migratoria del popolo del vaso campaniforme, in particolare in Inghilterra, dove rimpiazzarono la popolazione neolitica per il 90%, importando geni provenienti dalla steppa pontico-caspica. Tuttavia i primissimi campaniformi della penisola Iberica non avevano commistioni genetiche significative dei pastori delle steppe occidentali. 
Analogamente ai primi individui campaniformi iberici, anche gli individui campaniformi sardi e siciliani finora analizzati, a differenza di quelli dell'Italia settentrionale, non erano portatori di geni delle steppe occidentali.

## Usi funerari

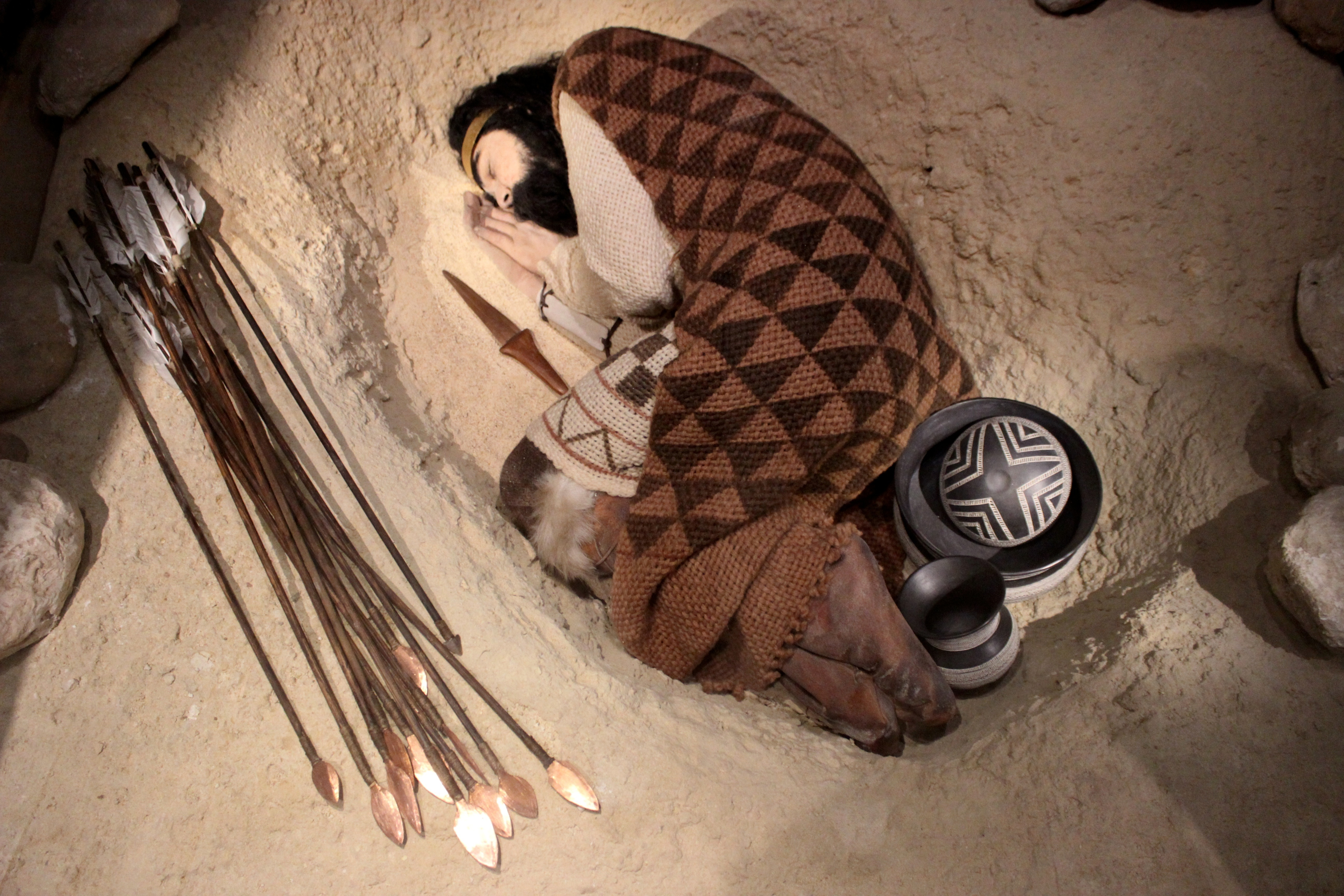
Ricostruzione di una sepoltura campaniforme, Museo archeologico nazionale di Spagna, Madrid

La cultura del vaso campaniforme aveva una sua sepoltura tipica, la cosiddetta "cista litica monosoma" presente in tutte le zone dell'Europa in cui si diffuse questa cultura. Il defunto veniva sepolto in posizione rannicchiata, con lo sguardo rivolto verso est, sovente con un corredo di armi e con l'immancabile vaso campaniforme. La grande ricchezza dei corredi funerari riscontrata in alcune sepolture ha fatto supporre che esistesse già una qualche forma di stratificazione sociale. Nelle sepolture campaniformi prevale il rito dell'inumazione, anche se sono stati registrati alcuni casi di cremazione del defunto.

## Antropologia fisica
Studi craniometrici effettuati in passato dimostrarono che il popolo del vaso campaniforme apparteneva a un tipo fisico differente rispetto a quello delle genti native delle aree colonizzate. Secondo queste indagini, il popolo del vaso campaniforme era di alta statura, possedeva una corporatura robusta e un cranio brachicefalo. A partire dagli anni Sessanta, l'ipotesi migratoria venne scartata, anche se recenti studi hanno cautamente confermato le prime ipotesi che teorizzavano una migrazione di questo popolo che portò con sé nei nuovi territori le proprie abilità metallurgiche, tecniche agricole e pratiche religiose.

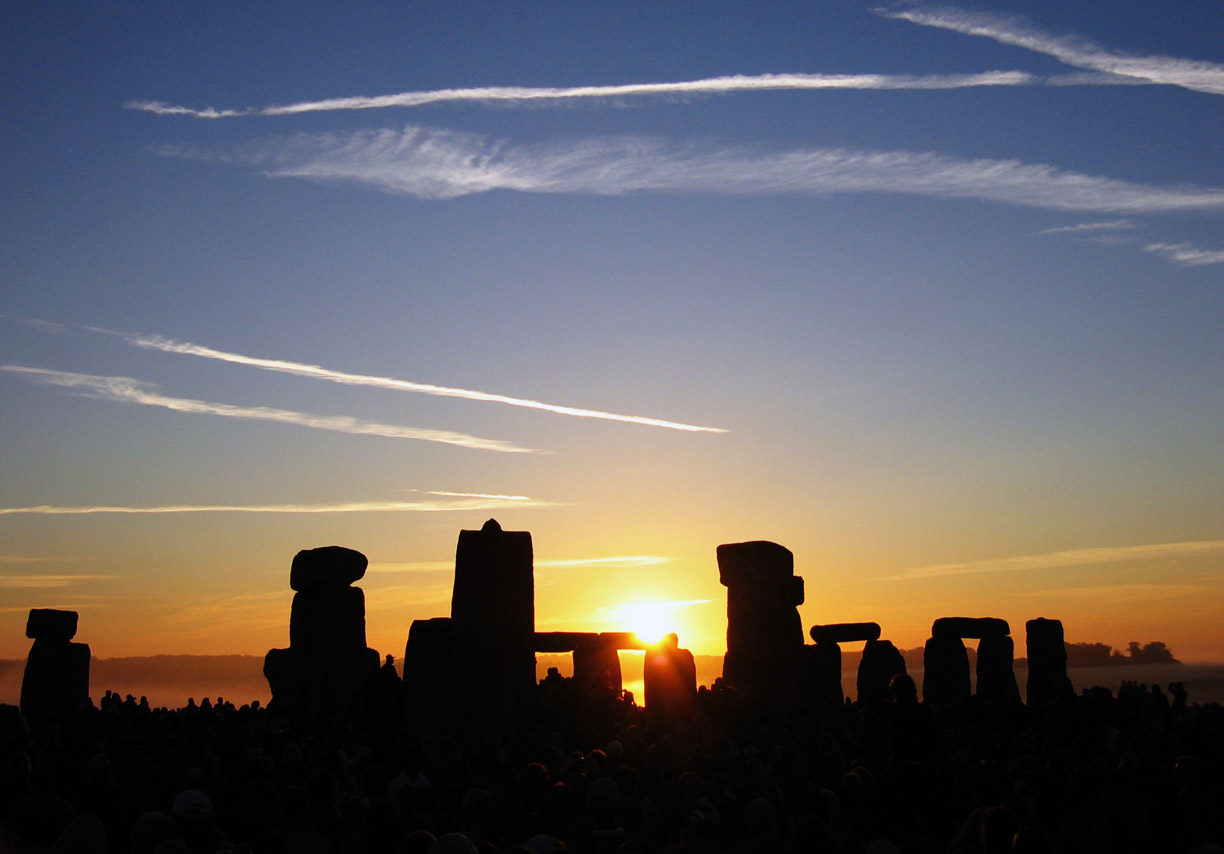
il sito di Stonehenge.

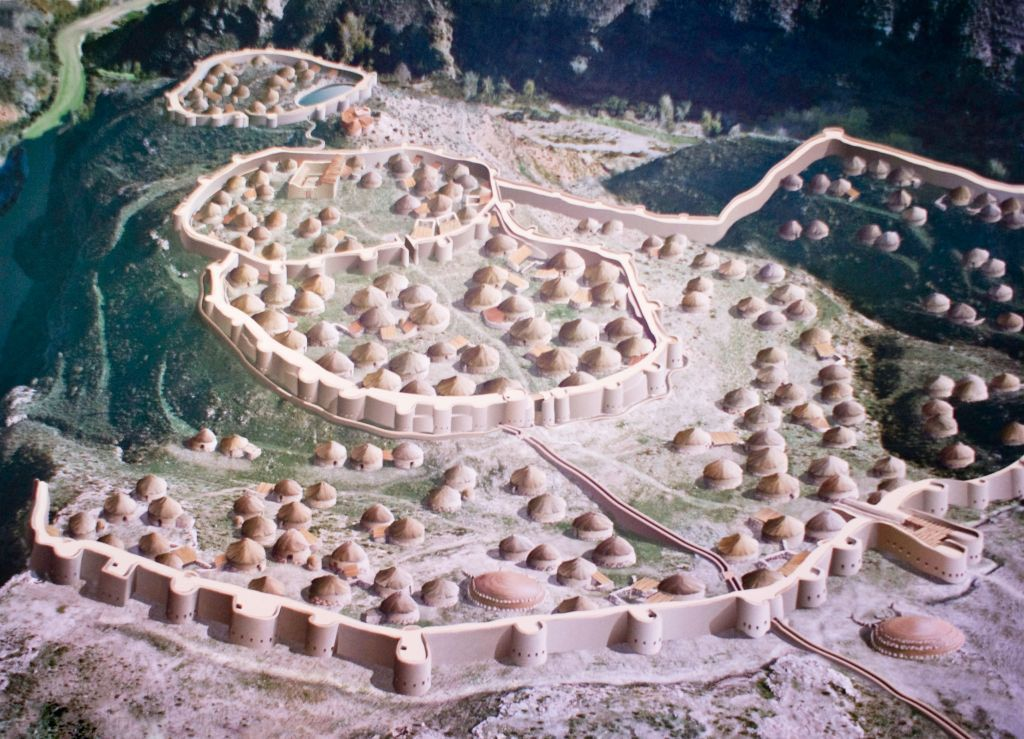
Ricostruzione del sito di Los Millares.

## Siti di rilievo
- Molenaarsgraaf (Paesi Bassi)
- Schafstad (Germania)
- Brandvsek (Boemia)
- Avebury, Stonehenge (Gran Bretagna)
- Le Petit Chasseur (Svizzera)
- Embusco, Camp de Laure (Francia)
- Los Millares, Fuente Olmedo (Spagna)
- Zambujal, Vilanova de Sao Pedro (Portogallo)
- New Grange (Irlanda)
- Querciola (Toscana)
- Bingia 'e Monti (Sardegna)
- Marcita (Sicilia)